# William Gholston
William Gholston (Detroit, Míchigan, 31 de julio de 1991) es un jugador profesional estadounidense de fútbol americano que se desempeña en la posición de defensive end en Tampa Bay Buccaneers, equipo de la National Football League (NFL).

## Carrera
Fue seleccionado en la cuarta ronda en la Reunión Anual de Selección de Jugadores de la NFL de 2013. Hizo su debut profesional con el equipo Tampa Bay Buccaneers, donde lleva jugando once temporadas.